# The X Factor (harmadik évad)
Az X Factor harmadik szériáját az Egyesült államokban és Írországban is közvetítették.  Az első show-t 2006. augusztus 19-én sugározták. 

Az X factor 3. szériájában csökkentették a korhatárt 16 évre.
Csaknem tizenkét millió ember nézte a végső döntőt december 16-án. A harmadik széria győztese a Simon Cowell által mentorált Leona Lewis lett. A győztes Leona Lewis bemutatkozó kislemeze, a Moment like this 4 napra a verseny döntőjére megjelent.
Meghallgatás 2006. június 7-én kezdődött, közel 100.000 ember jelentkezett, ebből 20.000-ren kerültek be a meghallgatásokra. A meghallgatások több helyszínen zajlottak, Londonban, Manchesterben, Dublinban, Glasgow-ban, Birminghamben és Leeds-ben.
A bírák háza
Eredetileg minden mentorhoz 7 versenyző jutott volna az élő show-ba való bejutásért folyó küzdelembe, de végül 24 versenyző került a bírák házába. Ebből a 24 versenyzőből csak 12 juthatott az élő X Factor show-ba.
Csoportok: 4Sure , Eton Road , The MacDonald Brothers, A Unconventionals
16-24 év közöttiek: Leona Lewis , Nikitta Angus , Ashley McKenzie , Ray Quinn
25 év felettiek: Dionne Mitchell , Robert Allen  Kerry McGregor , Ben Mills